# Municipio de Hoopers Creek
El municipio de Hoopers Creek (en inglés: Hoopers Creek Township) es un municipio ubicado en el  condado de Henderson en el estado estadounidense de Carolina del Norte. En el año 2010 tenía una población de 14.573 habitantes.

## Geografía
El municipio de Hoopers Creek se encuentra ubicado en las coordenadas 35°22′0.41″N 82°36′27.44″O / 35.3667806, -82.6076222.